# Ōendan

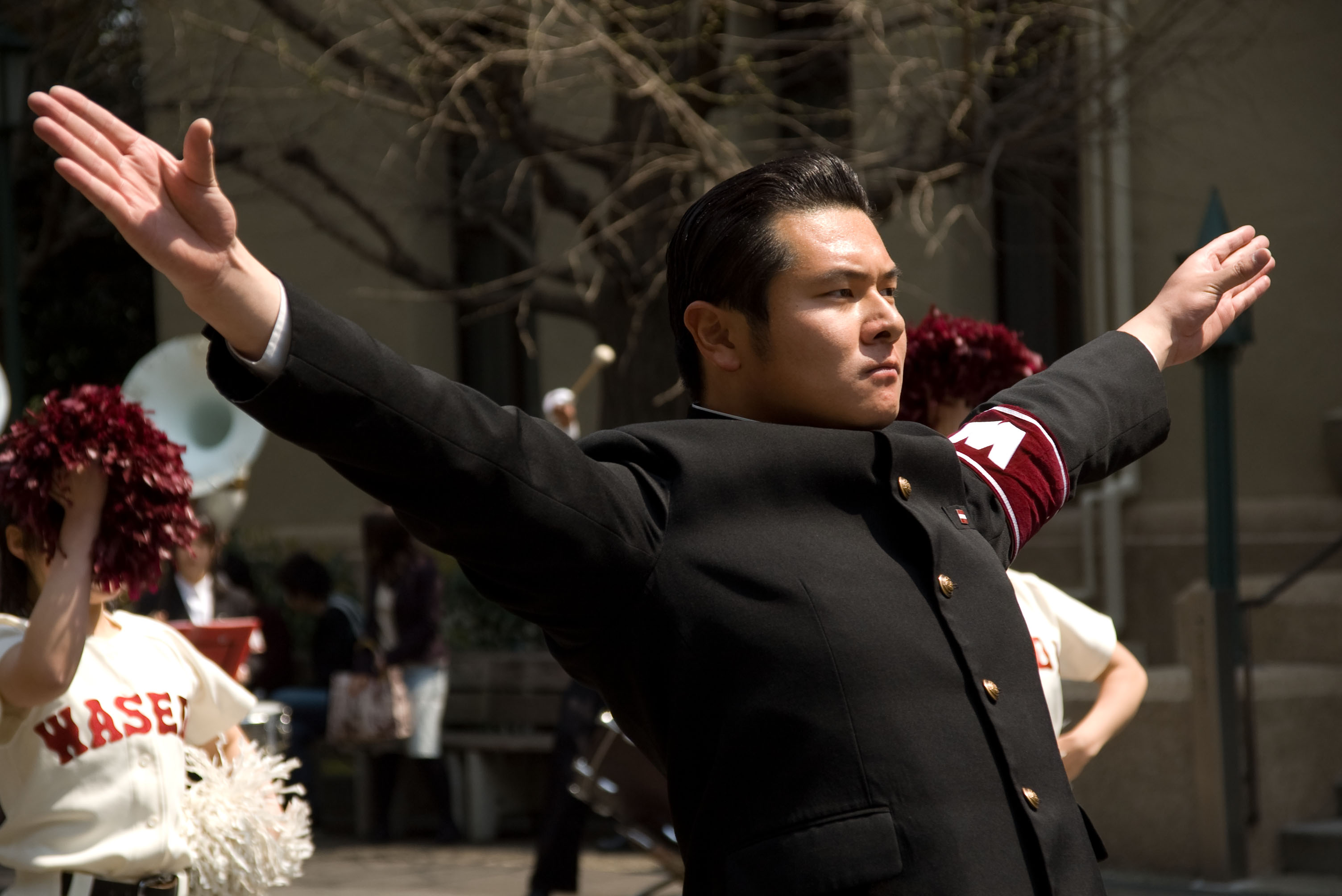
Ōendan-Mitglied der Waseda-Universität

Ōendan (jap. 応援団) ist die japanische Variante eines Cheerleaderteams. Kleinere Gruppen bzw. Klubs werden Ōembu (応援部) genannt.
Unter Ōendan werden sowohl Cheerleader nach dem amerikanischen Muster als auch japanische Varianten gefasst. Dabei handelt es sich um Gruppen von Jungs, die wie bei allen anderen Sportarten auch in einem Klub der Schule bzw. Universität organisiert sind. Die Uniform der männlichen Ōendan ist an die japanischen Jungen-Schuluniform oder an das Shirt des jeweiligen Teams angelehnt. Genauso wie bei den weiblichen Cheerleadern besteht ihre Aufgabe darin, das heimische Team anzufeuern und die Fans bei Laune zu halten.
Ōendan haben an vielen Schulen und Universitäten einen strengen Ehrenkodex. Dieser kann zum Beispiel beinhalten, immer zu rennen, anstatt zu gehen, immer in der ersten Reihe zu sitzen, sich immer zu melden, wenn der Lehrer jemanden zum Aushelfen braucht usw. Wegen des strengen Trainings und ihrer körperlichen Fitness stellen Polizei und Feuerwehr gern Absolventen ein, die im Ōendan-Klub waren. Einigen Klubs sagt man aber eher Nähe zur Yakuza nach.
Die Landwirtschaftliche Hochschule Tokyo hat eine der ältesten und bekanntesten Ōendan-Truppen.

## Ōendan in der Popkultur
Im Nintendo-DS-Spiel Osu! Tatakae! Ōendan steuert der Spieler einen Ōendan. Auch der Manga Sakigake!! Otokojuku handelt von Ōendan.